# Canto di Natale di Topolino
Canto di Natale di Topolino (Mickey's Christmas Carol) è un film del 1983 diretto da Burny Mattinson. È un cortometraggio animato della serie Mickey Mouse, prodotto dalla Walt Disney Productions e uscito nel Regno Unito il 20 ottobre 1983, distribuito dalla Buena Vista Distribution Company. È tratto dal racconto di Charles Dickens Canto di Natale (Christmas Carol) (1843), con Topolino nel ruolo di Bob Cratchit e Paperon de' Paperoni in quello di Ebenezer Scrooge, suo omonimo e ispirazione (il nome originale di Paperone è infatti "Scrooge McDuck"). Molti altri personaggi Disney, sia dell'universo di Topolino sia dei classici Disney, compaiono nel film.
Il film fu in gran parte un adattamento animato di un musical audio del 1974 della Disneyland Records intitolato An Adaptation of Dickens' Christmas Carol, con dialoghi e cast di personaggi simili ad eccezione dei fantasmi dei Natali passati e del Natale futuro.
Questo fu il primo cortometraggio della serie Mickey Mouse prodotto in oltre 30 anni: ad l'eccezione delle riedizioni, Topolino infatti non era apparso nelle sale cinematografiche dall'uscita del corto Topolino e il pirata delle scogliere nel 1953; anche molti personaggi aggiuntivi visti nel film non erano apparsi al cinema per diversi decenni. Il film fu inoltre l'ultima volta che Clarence Nash doppiò Paperino: Nash fu l'unico tra i doppiatori originali a poter partecipare al film, dato che Walt Disney (Topolino) era morto nel 1966, Pinto Colvig (Pippo) nel 1967, Cliff Edwards (Grillo Parlante) e Billy Gilbert (Willie il gigante) nel 1971, e Billy Bletcher (Gambadilegno) nel 1979.
Il film fu candidato per un Oscar al miglior cortometraggio d'animazione ai Premi Oscar 1984, ma perse a favore di Sundae in New York. Fu la prima candidatura per un cortometraggio di Topolino da Topolino e le foche (1948).

## Trama
Nella vigilia di Natale del 1843, mentre tutta l'Inghilterra vittoriana è nello spirito allegro del Natale, il signor Ebenezer Scrooge (Paperon de' Paperoni) pensa solo al denaro che ha guadagnato e a farne di più. Il suo impiegato Bob Cratchit (Topolino), esausto e sottopagato, continua a lavorare duramente per lui. Cratchit chiede a malincuore una "mezza giornata" libera per il Natale, ma Scrooge gli dice con freddezza che non verrà pagato. Dopo un po', arriva Fred (Paperino), l'allegro nipote di Scrooge, che invita lo scorbutico zio alla cena di Natale, ma Scrooge rifiuta l'invito, dicendo che odia il Natale, e caccia via il nipote in malo modo. Poco dopo arrivano due collettori (Topus e Talpino), che chiedono gentilmente una semplice donazione. Ma Scrooge risponde loro che se lo facesse, i poveri non sarebbero più poveri, quindi i collettori non avranno più un lavoro.
Al calare della sera, Scrooge torna a casa e viene visitato dal fantasma di Jacob Marley (Pippo), il suo avido socio, morto sette anni prima. A causa della sua crudeltà nella vita, egli è destinato a portare delle pesanti catene per l'eternità. Marley avverte Scrooge che un destino simile accadrà anche a lui, a meno che non cambi, e che sarà visitato da tre spiriti. Il primo spirito, lo Spirito del Natale Passato (Grillo Parlante), mostra a Scrooge la sua vita passata. La sua ossessione per il denaro lo aveva portato a spezzare il cuore della sua fidanzata Isabelle (Paperina), precludendole l'ipoteca sul cottage per la luna di miele.
Il secondo spirito, lo Spirito del Natale Presente (Willie il gigante), arriva e mostra a Scrooge la povera famiglia dei Cratchit, che conservano ancora un atteggiamento di festa nella loro casa nonostante le molte difficoltà. Il figlio minore di Bob, il piccolo Tim, è gravemente malato, e Willie predice una tragedia se la vita sventurata della famiglia non cambierà. Mentre Scrooge è in ansia per conoscere il destino di Tim, lo Spirito del Natale Presente e la casa scompaiono. Il terzo e ultimo spirito, lo Spirito del Natale Futuro (una figura incappucciata che poi si rivela essere Pietro Gambadilegno), porta Scrooge nel futuro, in un cimitero. Quando vede Bob e la sua famiglia in lutto per la morte del piccolo Tim, Scrooge rimane sconvolto e chiede tristemente se questo futuro può essere cambiato.
Nel frattempo, due becchini (donnole da Le avventure di Ichabod e Mr. Toad) commentano divertiti sul fatto che nessuno abbia partecipato al funerale di un tizio di cui stanno scavando la tomba. Dopo che le donnole se ne sono andate per una pausa, il fantasma rivela a Scrooge che la tomba è la sua e lo spinge dentro. Nonostante giuri di cambiare, Scrooge cade in una bara vuota che si spalanca verso l'inferno.
Alla fine, Scrooge si risveglia a casa sua: è il giorno di Natale. Siccome gli è stata data un'altra possibilità, si mette la giacca sopra la camicia da notte, prende il suo bastone e il cappello a cilindro, e va a visitare i Cratchit. Lungo la strada, Scrooge dona allegramente una generosa quantità di denaro ai due collettori. Poi Scrooge incontra suo nipote Fred e gli dice che verrà volentieri alla cena di Natale. Arrivato a casa dei Cratchit, Scrooge cerca di giocare uno scherzo a Bob, trascinando in casa un grosso sacco, presumibilmente pieno di biancheria e annunciando in modo burbero che ci saranno degli straordinari in futuro. Ma per la gioia dei Cratchit, il sacco è invece pieno di giocattoli e di un grande tacchino per la cena. Scrooge dà a Bob un aumento di stipendio e lo nomina suo socio nello studio contabile, mentre il piccolo Tim proclama "Che Dio benedica tutti quanti!".

## Personaggi

### Cast principale
| Personaggio          | Ruolo                       |
| -------------------- | --------------------------- |
| Paperon de' Paperoni | Ebenezer Scrooge            |
| Topolino             | Bob Cratchit                |
| Pippo                | Fantasma di Jacob Marley    |
| Grillo Parlante      | Spirito del Natale Passato  |
| Willie il gigante    | Spirito del Natale Presente |
| Pietro Gambadilegno  | Spirito del Natale Futuro   |
| Paperino             | Fred                        |
| Paperina             | Isabelle                    |
| Taddeo Rospo         | Fezzywig                    |
| Minni                | Emily Cratchit              |
| Millie o Melody      | Martha Cratchit             |
| Tip                  | Piccolo Tim                 |
| Tap                  | Peter Cratchit              |
| Topus                | Collettori per i poveri     |
| Talpino              | Collettori per i poveri     |
| Otto                 | Mendicante                  |
| Donnole              | Becchini                    |

### Camei
Prima scena in strada
- Ezechiele Lupo, raccoglie soldi per beneficenza
- I tre porcellini, cantano

Festa da Fezzywig (Natale passato)
- Lady Cocca, danza con l'uccello segretario
- Coniglietti, applaudono
- Zio Reginaldo; applaude e poi balla
- Nonna Papera; applaude e poi balla
- Orazio Cavezza, balla con Clarabella
- Ciccio, balla con Chiquita
- Tasso McTass, balla
- Cip e Ciop, ballano
- Qui, Quo e Qua, decorano l'albero di Natale

Ultima scena in strada
- Saetta e Tobia, giocano sulla strada
- Mamma Coniglio e Nonna Gufo, in piedi sulla strada
- Jimmy, insegue due dei tre lupetti
- Cirillo Belsedere, traina la carrozza di Fred

Il film comprende anche cani, volpi, maiali, scoiattoli, orsi, procioni, oche e polli non identificati. La stampa DVD rivela che la scena del cimitero comprende anche lapidi contenenti riferimenti ad artisti famosi, tra cui Gladys Knight & The Pips, Bob Mills e Warren Oates.

## Distribuzione
Canto di Natale di Topolino debuttò nel Regno Unito il 23 ottobre 1983, e venne distribuito negli Stati Uniti il 16 dicembre dello stesso anno, prima della riedizione de Le avventure di Bianca e Bernie. In Italia uscì invece il 23 dicembre, assieme alla riedizione de Il libro della giungla.
Il corto è contenuto, senza i titoli di testa, nel film direct-to-video Il bianco Natale di Topolino - È festa in casa Disney (2001).

### Data di uscita
Le date di uscita internazionali nel corso del 1983 sono state:
- 20 ottobre 1983 nel Regno Unito
- 8 novembre in Finlandia (Mikin jouluaatto)
- 26 novembre nella Germania Ovest (Mickys Weihnachtserzählung)
- 30 novembre in Francia (Le Noël de Mickey)
- 2 dicembre in Svezia (Musse Piggs julsaga)
- 15 dicembre in Australia
- 16 dicembre negli USA
- 20 dicembre in Polonia (Koleda myszki Mickey)
- 22 dicembre nei Paesi Bassi (Mickey's Kerstfeest)
- 23 dicembre in Italia
- 29 dicembre in Argentina

### Edizione italiana
Esistono due doppiaggi del corto. Il primo venne eseguito dalla Royfilm su testi di Roberto De Leonardis e diretto da Franco Latini. Il film venne poi ridoppiato per la riedizione in VHS del settembre 1990, come successo per molti altri corti Disney (e da allora venne utilizzato solo il ridoppiaggio). Il ridoppiaggio è stato eseguito sempre dalla Royfilm (con le voci del Gruppo Trenta) sugli stessi testi del precedente (ma con alcune modifiche). Esso però non è integrale: non sono stati ridoppiati, infatti, i primi due minuti e dieci secondi del film (il nuovo doppiaggio inizia quando Scrooge ricorda Marley davanti alla porta dell'ufficio), così come i 35 secondi finali dove viene ripresa la canzone dei titoli.

### Edizioni home video

#### VHS
In Italia il film è uscito in VHS nel dicembre 1984, con il primo doppiaggio italiano. Una nuova edizione VHS è uscita nell'ottobre 1990 ed è stata ristampata nel novembre 1997 come supporto integrativo a TV Sorrisi e Canzoni, in entrambi i casi con il ridoppiaggio. Nella VHS del 1990, al termine del film, sono stati inclusi il segmento Once Upon a Wintertime dal film Lo scrigno delle sette perle e i cortometraggi Topolino e i folletti di Natale e I monelli della foresta.

#### DVD
Il cortometraggio è incluso nel DVD Walt Disney Treasures: Topolino star a colori - Vol. 2.

## Critica
Il critico cinematografico Leonard Maltin ha detto che invece di essere "un pallido tentativo di imitare il passato", il film è "abilmente scritto, ben messo in scena, e animato con vero spirito e senso di divertimento". Robin Allan ha dichiarato che il film richiama alla mente le somiglianze tra Walt Disney e Charles Dickens, in termini sia di lavori prodotti che di etica del lavoro.
Tuttavia, Gene Siskel e Roger Ebert di At the Movies gli hanno conferito "due pollici versi". Siskel sentiva che non c'era abbastanza enfasi sul personaggio di Topolino e che non era al livello di molti Classici Disney. Ebert dichiarò che mancava la magia dell'animazione visiva per cui "è famoso il personale Disney" e che si trattava di una "marcia forzata" attraverso la storia di Dickens, senza alcuna svolta ironica.
Andrea Fiamma, su Fumettologica, analizzandone l'importanza nel canone cinematografico del personaggio, disse del corto: «L'inossidabilità de Il canto di Natale di Topolino ha dimostrato che tanto gli artisti quanto la creatura di Walt Disney erano pronti ad affrontare il futuro. Fallendo, riprovando e maturando».

## Riconoscimenti
- 1984 - Premio Oscar
  - Candidatura come Miglior cortometraggio d'animazione